# Concerto per violoncello e orchestra n. 1 (Šostakovič)
Il Concerto per violoncello e orchestra n. 1 in mi bemolle minore, Op. 107, fu composto nel 1959 da Dmitrij Dmitrievič Šostakovič. Šostakovič scrisse il lavoro per il suo amico Mstislav Leopol'dovič Rostropovič, che lo imparò a memoria in quattro giorni e diede la prima il 4 ottobre 1959, con Evgenij Aleksandrovič Mravinskij alla direzione dell'Orchestra Filarmonica di San Pietroburgo nella grande sala del Conservatorio di Leningrado. La prima registrazione fu effettuata due giorni dopo la prima, da Rostropovich con la Filarmonica di Mosca, sotto la direzione di Aleksandr Gauk.

## Partitura e struttura
Il concerto è segnato per violoncello solista, due flauti (il 2° anche ottavino), due oboi, due clarinetti (ciascuno anche in si e la), due fagotti (2° anche controfagotto), un corno, timpani, celesta e archi.
Il lavoro prevede quattro movimenti in due sezioni, con i movimenti da due a quattro riprodotti senza pausa:
- Allegretto
- Moderato
- Cadenza – Attacca
- Allegro con moto

Una esecuzione tipica dura circa 28 minuti.

## Analisi musicale
Il primo concerto è ampiamente considerato una delle opere concertate più difficili per violoncello, insieme alla Sinfonia Concertante di Sergei Prokofiev, con il quale condivide alcune caratteristiche (come il ruolo di spicco dei colpi isolati dei timpani). Šostakovič affermò che "un impulso" per il pezzo è stato fornito dalla sua ammirazione per quel lavoro precedente.
Il primo movimento inizia con il suo tema principale di quattro note derivato dal tema DSCH del compositore, anche se gli intervalli, il ritmo e la forma del motto vengono continuamente distorti e rimaneggiati durante il movimento. È anche collegato a un tema tratto dalla colonna sonora che compositore scrisse per il film The Young Guard del 1948, che illustra un gruppo di soldati sovietici che marciano fino alla morte per mano dei nazisti. Il tema riappare nel Quartetto per archi n. 8 di Šostakovič (1960). Il motivo, ulteriormente semplificato nei fiati, riappare durante tutto il lavoro.
Il tema DSCH ricorre per tutta la composizione (tranne nel secondo movimento), dando a questo concerto una struttura ciclica.
Un altro tema (alla battuta 96), originario di ninne nanne popolari, si trova anche nella ninna nanna cantata dalla Morte a un bambino malato nelle Canti e danze della morte di Mussorgsky.
Il secondo, il terzo e il quarto movimento vengono riprodotti continuamente. Il secondo movimento ha inizialmente un tono elegiaco. La sezione degli archi inizia con un tema tranquillo che non è mai suonato dal violoncello solista. Il corno risponde e il violoncello solista inizia un nuovo tema. L'orchestra lo suona dopo e il primo tema viene riprodotto di nuovo. Il violoncello suona il suo secondo tema, che diventa progressivamente più agitato, raggiungendo il culmine nella battuta 148. Questo è immediatamente seguito dal primo tema suonato sonoramente. Il violoncello solista suona la sua prima melodia in armoniche artificiali con risposte della celesta, che porta alla cadenza. Il secondo movimento è l'unico movimento senza riferimento al tema DSCH.
La cadenza si pone come un movimento a sé. Comincia sviluppando il materiale dal secondo tema del violoncello del secondo movimento, interrotto due volte da una serie di lenti accordi pizzicato. Dopo la seconda volta che questo viene ripetuto, il primo tema del secondo movimento del violoncello viene riprodotto in una forma modificata. Dopo la terza volta che gli accordi vengono ripetuti, un continuo accelerando passa attraverso le sezioni allegretto e allegro in una sezione più mosso. Queste sezioni sono frequentate dal primo tema DSCH. La sezione più mosso presenta scale che salgono e scendono rapidamente.
Il movimento finale inizia con un'ascesa verso un re alto. L'oboe inizia il tema principale, che si basa sulla scala cromatica. Il violoncello lo ripete, quindi presenta un nuovo tema. I violoncelli dell'orchestra lo ripetono, accompagnati dal violoncello solista che suona velocemente sedicesime. Alla battuta 105 viene riprodotta una versione distorta di Suliko, una delle canzoni preferite da Stalin e usata da Šostakovič in Rayok, la sua satira sul sistema sovietico. Quindi, i flauti riproducono nuovamente il primo tema. Un nuovo tema suonato in tempo triplo viene presentato dall'orchestra e viene ripetuto dal violoncello. Quindi l'orchestra ripete e modifica il tema. Seguono il corno, gli strumenti bassi e il violoncello solista. Gli strumenti per i bassi suonano una versione modificata del tema, che poi viene ripetuta dal violoncello solista. Il violoncello inizia a suonare un nuovo tema che utilizza esattamente le stesse note del tema DSCH. La versione modificata appena suonata dagli strumenti per i bassi è ripetuta dal violoncello solista, accompagnato dagli oboi che suonano frammenti del nuovo tema DSCH. Il primo tema di questo movimento è seguito dalla sezione degli archi, seguita dal nuovo tema DSCH nei legni. Viene riprodotto il tema DSCH del primo movimento, cui risponde il violoncello. Dopo la terza volta che viene riprodotto, il corno suona di nuovo il tema con note più lunghe. Quindi, il violoncello suona un passaggio del primo movimento, che è seguito dal primo tema di questo movimento suonato dai legni. Questo è seguito dal primo tema del primo movimento suonato dai violoncelli dell'orchestra, accompagnato da scale del violoncello solista. Quindi una forma modificata del primo tema di questo movimento viene suonata dal violoncello. Il concerto termina con sette colpi dei timpani.

## Incisioni
Le registrazioni di questo lavoro includono quanto segue:
- Han-Na Chang/London Symphony Orchestra/Antonio Pappano (EMI Classics)[3]
- Heinrich Schiff/Bavarian Radio Symphony Orchestra/Maxim Shostakovich (Philips)[4]
- Heinrich Schiff/Wiener Philharmoniker/Christoph von Dohnányi (Fachmann für Klassischer Musik)
- Daniel Müller-Schott/Orchestra sinfonica della radio bavarese/Yakov Kreizberg (Orfeo)
- Johannes Moser/Cologne West German Radio Symphony Orchestra (WDR Sinfonieorchester Köln)/Pietari Inkinen (Hanssler Classic)
- Natal'ja Gutman/USSR Radio & TV Symphony Orchestra/(Kyril or Kirill) Kyrill Kondrashin (Live Classics) Recorded 21 June 1976[5][6]
- Natal'ja Gutman/Royal Philharmonic Orchestra/Yuri Temirkanov (RCA/BMG) Recorded 1988
- Zuill Bailey/San Francisco Ballet Orchestra/Martin West (Telarc)
- Truls Mørk/London Philharmonic Orchestra/Mariss Jansons (Virgin Classics)
- Mischa Maisky/London Symphony Orchestra/Michael Tilson Thomas (Deutsche Grammophon)
- Yo Yo Ma/Philadelphia Orchestra/Eugene Ormandy (Sony)
- Enrico Dindo/Orchestra Sinfonica Nazionale Danese/Gianandrea Noseda (Chandos)
- Pieter Wispelwey/Sinfonietta Cracovia/Jurgen Hempel (Channel Classics)
- Lynn Harrell/Seattle Symphony/Gerard Schwarz (Artek)
- Ivan Monighetti/Orchestra sinfonica di Praga/Vladimír Válek (Le Chant du Monde)
- Rafał Kwiatkowski Archiviato il 9 gennaio 2016 in Internet Archive./Polish Radio Orchestra (Polska Orkiestra Radiowa)/Wojciech Rajski (Dux)
- Frans Helmerson/Orchestra Sinfonica Accademica di Stato della Russia "Evgenij Svetlanov"/Valery Polyansky (Chandos)
- Kyril Rodin Archiviato il 4 marzo 2016 in Internet Archive./Russian Philharmonic Orchestra/Konstantin Krimets (Arte Nova Classics)
- Viviane Spanoghe Archiviato il 4 marzo 2016 in Internet Archive./Sofia Soloists Symphony Orchestra/Emil Tabakov (Talent)
- Torleif Thedéen/Orchestra Sinfonica di Malmö/James DePreist (BIS)
- Maria Kliegel/Polish National Radio Symphony Orchestra/Antoni Wit (Naxos Records)
- Dimitri Maslennikov/NDR Symphony Orchestra/Christoph Eschenbach (Phoenix Edition)
- Kim Cook Archiviato il 19 novembre 2018 in Internet Archive./Volgograd Symphony Orchestra/Edward Serov (MSR Classics)
- Raphael Wallfisch/BBC Symphony Orchestra/Martyn Brabbins (Nimbus)
- Mstislav Rostropovich/Philadelphia Orchestra/Eugene Ormandy (Sony Classical) world-premier recording
- Mstislav Rostropovich/Orchestra Filarmonica di Mosca/Kyrill Kondrashin (Intaglio) qualità audio scarsa[7]
- János Starker/Swiss-Italian Radio & TV Orchestra - Orchestra della Radiotelevisione della Svizzera Italiana/Marc Andreae (Ermitage)
- Vladimir Orloff/Orchestre Philharmonique de l'O.R.T.F., Paris/ Jean Périsson (Doremi) broadcast recording
- Alexander Baillie/Boston Philharmonic Orchestra/Benjamin Zander (Carlton Classics)
- Jiří Bárta/Prague Symphony Orchestra/Maxim Shostakovich (Supraphon)
- Valentin Feigin/USSR TV and Radio Symphony Orchestra/Maxim Shostakovich (Melodiya)
- William De Rosa/Ekaterinburg Philharmonic Orchestra/Sarah Caldwell (Audiofon)
- Mark Drobinsky Archiviato il 2 giugno 2013 in Internet Archive./Kazan Symphony Orchestra/Fuat Mansurov (Talent)
- Mikhail Khomitser/USSR Radio Symphony Orchestra/Gennady Rozhdestvensky (RCA)
- Carlos Prieto/Orquestra Sinfonica de Xalapa/Luis Herrera de la Fuente (IMP Classics)
- Nathaniel Rosen/Sofia Philharmonic Orchestra/Emil Tabakov (John Marks Records)
- (Natalya) Natalia Shakhovskaya/Moscow Radio Symphony Orchestra/Gennady Rozhdestvensky (BBC)
- Sonia Wieder-Atherton//Sinfonia Varsovia/János Fürst (RCA)
- Pierre Fournier/Suisse Romande Orchestra/Jascha Horenstein (Cascavelle)
- Miloš Sádlo/Czech Philharmonic Orchestra/Karel Ančerl (Supraphon)
- Paul Tortelier/Bournemouth Symphony Orchestra/Paavo Berglund (EMI)
- Daniel Shafran/Moscow Philharmonic Orchestra/Konstantin Ivanov (Regis Reissue)
- Pierre Strauch/Le Sinfonietta Orchestre Régional de Picardie/Alexandre Myrat (Harmonia Mundi)
- Alexander Ivashkin/Moscow Symphony Orchestra/Valeri Polyansky (Brilliant Classics)
- Claudio Bohórquez/Staatliches Symphony Orchestra Kaliningrad-Konigsberg/Arkadi Feldmann (Antes Edition / Bella Musica)
- Gavriel Lipkind/Sinfonia Varsovia/Wojciech Rodek (Lipkind Productions) Download only
- Jan Vogler/Jan Vogler and The Knights Experience (ensemble) (Sony Classical) an unconventional rendition
- Nicolas Altstaedt / Deutsches Symphonie-Orchester Berlin (Channel Classics Recordings, 2016)
- Gautier Capuçon / Valery Gergiev / Mariinsky Orchestra (Erato, 2015)